# トヨタ・TS010
トヨタ・TS010 (Toyota TS010) は、1991年にトヨタが開発したプロトタイプ。スポーツカー世界選手権 (SWC) やル・マン24時間レースでの総合優勝を狙い、グループCの新規定（カテゴリ1）にあわせて設計された。

## マシン概要
車名にはターボエンジン搭載車に用いていた"C-V"に代わり、「トヨタ・スポーツ」を意味する"TS"が付けられた。
開発は、エンジン・ギヤボックスをトヨタ、シャシーをTRDが担当した。モータースポーツの本場、欧州・イギリスと日本では技術・ノウハウに差があり、エンジン以外は欧州のコンストラクターに委託することも検討されたが、トニー・サウスゲートをコンサルタントに迎えることで補おうとした。
エンジンは、当時のSWCのレギュレーションに沿って、当時のF1と同じ3.5 L NAエンジンを開発した。エンジン形式はバンク角72°の5バルブ・V型10気筒で、グラウンドエフェクトを向上させるために傾斜をつけて搭載された。出力は、1990年の一次試作型で約480馬力、1991年スポット参戦時で630馬力、参戦終了後に継続された試験では750馬力を超えた。
モノコックはカーボン製で、ラジエーターは先行するメルセデスベンツ・C291、ジャガー・XJR-14、プジョー・905が側面配置であったのに対し、TS010はトヨタ・88C-V以降のマシンでサイドラジエーター車の開発に苦心した経験からフロントラジエーターで製作された。リヤセクションはトランスミッションをエンジンとデファレンシャルギアの間に配置するレイアウトが採用された。
ボディアンダーフロアは、エンジンの左右部分を跳ね上げたトンネルディフューザーを備えるウイングカー構造を有する。リアウイングは、1991年に活躍したジャガー・XJR-14に倣って複葉型を採用した。コンセプトの低ドラッグ・高ダウンフォースに即した開発により、ダウンフォースは200 mph (≒320 km/h) 時に4 tを超えた。
ヘッドライトはスプリント仕様ではフロントラジエーターのエアインテーク部に小型のものを、夜間走行を行う耐久レースではフロントフェンダー部に2灯式のものをそれぞれ装備する。

## 開発概要
TS010は1991年スポーツカー世界選手権（SWC）への実戦投入を目指したものであり、開発プロジェクトは1989年にスタートした。車体の設計および風洞実験、シャシの製作はTRDと童夢、エンジン開発はトヨタ東富士研究所が担当した。
初期開発段階において、エンジン開発チームは、重心高を徹底的に下げるために、アンダーフロアがフラットボトムであることを前提に開発を行っていた。それに対しシャシ開発チームは、高ダウンフォースを発生させるために従来のグループCマシン同様のウイングカー構造を持ったマシンを開発したかった。しかし、開発チーム間の異なるマシン構想によって、1990年初頭に完成した車体は、先行開発されていたエンジンが搭載できるだけとなり、結果的にアンダーフロアの整流などは考慮されず、重心も高いマシンだった。この時の車体デザインは最終的にレースに登場したTS010の姿とは似つかない、旧来のトヨタ・88C-Vにまで遡るグループCマシンのイメージを引きずったようなものであった。
1990年2月にモータースポーツ部長に着任した齋藤治彦は、この開発状況を収拾するため、1990年5月の世界スポーツプロトタイプカー選手権 (WSPC) シルバーストン戦を視察中に偶然知り合ったトニー・サウスゲートにTS010開発のアドバイザー就任を依頼し、同時にスポーツカー世界選手権 (SWC) への参戦を1年遅らせ1992年からとすることで、エンジン、シャシ共に一から再設計させた。再設計されたシャシは90年夏に行われた風洞実験において、揚抗比がそれまでのターボエンジン搭載のグループCカーでは4に満たなかったものを、5.8に達したといい、ドラッグを抑えながら多くのダウンフォースを獲得できる目途がたった。一方、エンジンはシャシよりも先に完成し、91年シーズン初頭からトヨタ・89C-Vをテストベッドとして実走テストが開始された。
こうして1991年夏にTS010は完成し、同年7月のシェイクダウン後はデビューに向けてテストが重ねられた。またタイヤについては、従来から馴染みの深かったブリヂストンに替えて、「世界中のサーキットで実績を積んでいる」という観点から、グッドイヤーがチョイスされた。
このように従来のグループCマシンからの脱却を目指して開発されたTS010だが、同時期に登場したジャガー・XJR-14が、コンパクトなコスワースV8エンジンを搭載し、ラジエーターを車体側面配置にすることでヨーモーメントを低減、車体全てを軽量コンパクトに設計したのに対し、TS010は従来のグループCマシン同様、ラジエーターがフロント配置になっている等、車両パッケージは少々古いものであった。
また、XJR-14は、スプリントレースを主眼においたのに対し、TS010は耐久レースも考慮した事から、ドアは従来のグループCマシン同様に乗降性に優れたコンベンショナルなガルウィングドアとし、後輪部分にジャガー・XJR-12等と同様のスパッツを採用している。
このように、ややコンサバティブに設計されたTS010は、1991年8月に初めてメディアに公開された際、「細部の造形が何とも荒いし、デザインセンスも素人っぽい」と評論家の両角岳彦にエクステリアデザインを酷評されたものの、車両としての完成度は当初からそれなりに高く、「トヨタ製グループCマシンの集大成」と言われている。
だが、92年SWCで好敵手となったプジョー・905は、シーズン中にEVO2を投入する等、常に空力性能を向上させ、さらに予選用エンジンを用意したのに対して、TS010は特に目立った改良は行われなかったため、次第に速さの面で劣勢となっていく。

## 成績

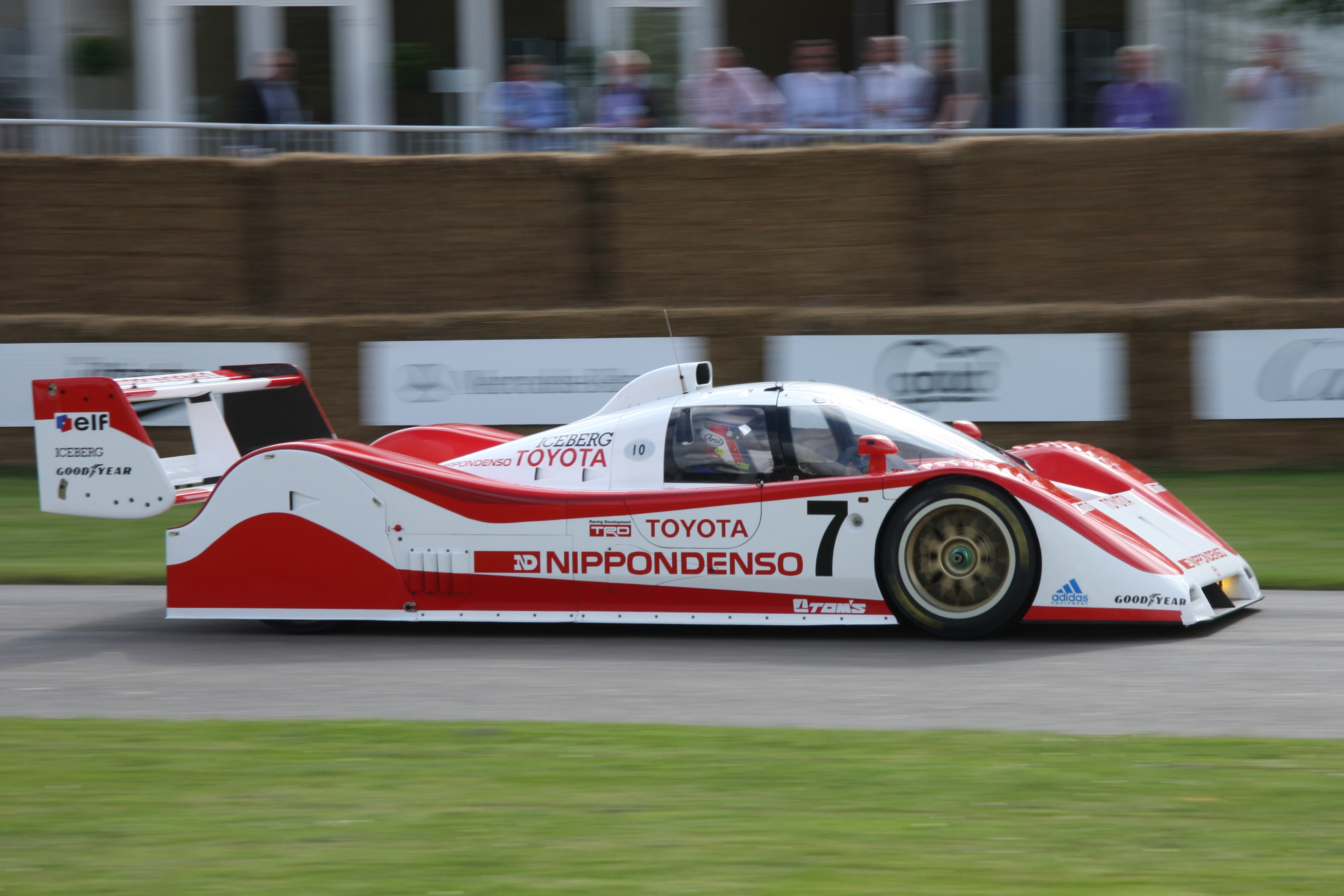
2008年のグッドウッド・フェスティバル・オブ・スピードで走行するTS010

TS010を使用したレースプロジェクトはトムスGBがトヨタからTS010を借り受ける形で行われた。
TS010は1991年、SWC最終戦のオートポリスに特例として参戦し、予選5位・決勝はトップから3周遅れの6位という結果を残した。
1992年よりSWCに正式に全戦参戦し、第1戦モンツァで小河等、ジェフ・リース組のドライブにより初優勝を飾る。続く第2戦シルバーストンでは2位に大差をつけてレースを進めていたが電気系統のトラブルでリタイアした。
そして、1勝1敗で迎えたル・マン24時間レースでは、レース前半がウェットコンディションによる戦いとなり、グッドイヤーのレインタイヤがまったくグリップしない状態に対し、ミシュランを履くプジョー・905やマツダ・MX-R01にみるみるうちに離されてしまった。雨が上がった時点では、プジョーと相当なタイム差がついてしまい、最上位の33号車で4位であった。そこで、どれだけエンジンが持つか全くの未知数であったが、予選用ガソリンを使用し、数十馬力出力を上げることで1周あたり7秒のタイムアップを図り、プジョーを猛追した。
終盤に33号車は2位までポジションアップしたが、エンジンのシリンダーヘッドに亀裂が入り、一気筒から冷却水が漏れてオーバーヒートを起こしてしまった。一度はピットインして冷却水を補充したものの、すぐにオーバーヒートは再発したため、トップ追撃を断念、再度ピットインすればエンジンが始動する保障はないため、33号車はピットに戻らないままペースを落として周回を重ねた結果、総合2位をキープすることに成功した。なお、3位のプジョーとはわずか1周差であり、さらにゴール後の33号車には冷却水がほとんどない状態であった。
このエンジントラブルはル・マン仕様のエンジン開発中にバルブ折損トラブルが発生した事に端を発する。問題が見付かったのがル・マン本選の2か月前であり、対策改良品を実戦投入するには手遅れなタイミングだった。シリンダーヘッドの製造品質が原因と疑われたため、実走にて同種の問題が発生していないスプリント仕様の中古シリンダーヘッドを使いまわして対処する事となった。ル・マンにてオーバーヒートを起こしたエンジンはSWCモンツァ戦で使われたシリンダーヘッドであったが、ヘッドの稼働耐久時間は30時間として設計されており、クラックが入ったタイミングは皮肉にもこの想定時間を丁度使い切ったところだった。
ウェットタイヤの性能差によって半ば勝敗が決したレースだったが、雨天のコンディションが駆動系への負担を抑えていたのも事実であり、当時のチーム監督であった齋藤治彦は、「雨が降らなかったら勝てたかもしれないが、ハイペースがたたって持たなかったかもしれない」と回想している。
その後のSWCではプジョーの後塵を拝す結果ばかりとなり、結局モンツァ戦の勝利のみで1992年シーズンを終えた上に、SWCはその年をもって終焉を迎えた。
トムスGBはル・マン終了後のJSPC第5戦富士1000kmと第6戦美祢500kmにJSPC・Cクラス車（燃費制限はないものの、特殊燃料の使用不可、給油時の流量制限などはC1クラスと同様）としてTS010を出場させた。TS010は、富士1000kmで給油の回数が燃費制限のあるC1クラス車より1回多いにもかかわらず、全車周回遅れにする圧倒的な速さで優勝。雨の中行われた美祢500kmでも日産・R92CPとの戦いを制して優勝し、JSPC・Cクラスのタイトルを獲得した。
SWCは1992年で消滅したものの、トヨタは1993年のル・マン24時間レース制覇に向けてTS010の改良、テストを続行した。その結果、93年仕様のTS010は空力特性を向上させ、エンジン出力は30馬力アップし、トルクバンドも改善された。さらにトラクションコントロールシステムの搭載、トランスミッション信頼性向上のための改良、ラジエーター軽量化、コックピット側面にオイルクーラーの設置（前年のル・マン、鈴鹿1000kmでも使用されていた）、リヤタイヤのスパッツの撤去などの改良が行われ、マシン重量は約30 kg軽量化された。1992年のル・マン24時間レースで問題になったタイヤもグッドイヤーからミシュランに変更された。ドラッグの低下を狙って1枚翼のリヤウイングもテストされたが実戦では使用されなかった。
こうして迎えた1993年のル・マン24時間レースにトヨタは3台のTS010を出場させた。予選では前年に敗れたプジョー・905を上回る速さを見せたものの、本選では出力が向上したエンジンに対応したはずのトランスミッションにトラブルが頻発する。レース序盤はプジョーと首位争いを繰り広げるが、出場した3台全てがレース中にトランスミッションを交換する事態に陥り、最終的には予選2位だった36号車が総合4位に入ったものの、1位から3位を独占したプジョーの前に完敗を喫した。

## その他
目標としていたル・マン24時間レースでの優勝を2年連続で逃すなどTS010は成功したマシンとは言えないが、ドライバーたちのTS010に対する評価は高い。関谷正徳は「今まで乗ったクルマの中でもベストに入るクルマ」とし、ジェフ・リースも21年間レーシング・ドライバーとして生活してきたが、このTS010は今まで乗った中で最高のマシンだ。できればもっと長い間これに乗っていたいが、レースは年間7戦しかなく、テストの機会も少ない。冬の間はテストに専念し、夏場にはもっとたくさんのレースがあれば良いと思っていると1992年の鈴鹿1000km開催時に語った。
ル・マン参戦終了後、TS010のサスペンション等のパーツ類は全日本GT選手権に参戦するスープラのために流用された。
当時のトムスGBでは、アラン・プロスト、ジョン・バーナードと組み、TS010のRV10エンジンを用いてフォーミュラ1（F1）に参戦するという計画も持っていた。実際バーナードは1991年にフェラーリを解雇された後、一時トムスGBに移籍していたほどだったが、トヨタ本社がF1へのエンジン供給を認めなかったためこの話は頓挫している。